# Moog Mig Mag Moog
Moog Mig Mag Moog es el decimocuarto álbum de Jean-Jacques Perrey y su sexto álbum en solitario, el cual fue publicado en 1974.

## Lista de canciones

### Lado A
| Número | Título                     | Duración |
| ------ | -------------------------- | -------- |
| 1      | La Bas                     | 0:56     |
| 2      | The Old Bell Ringer        | 1:12     |
| 3      | Boys and Girls             | 0:57     |
| 4      | Les Trois Pierres Blanches | 1:05     |
| 5      | Funny Blues                | 2:05     |
| 6      | Pastme Music               | 1:00     |
| 7      | Sentimental Trip           | 1:28     |
| 8      | The Dance of the Goblins   | 1:30     |
| 9      | Madder than Mad            | 1:34     |
| 10     | Blues in 3-4 Time          | 2:49     |
| 11     | Washing Machine            | 1:11     |
| 12     | The Percolators            | 1:11     |

### Lado B
| Número | Título                       | Duración |
| ------ | ---------------------------- | -------- |
| 13     | Comical Logos                | 0:30     |
| 14     | L'appel des Biocybs          | 2:07     |
| 15     | Fenetre sur L'antimonde      | 1:30     |
| 16     | Histoire Invisible           | 2:44     |
| 17     | Fuite Sidérale               | 1:11     |
| 18     | Alerte Aux Robots            | 1:09     |
| 19     | Laboratoire des Mutants      | 0:53     |
| 20     | Electronic Ostinato          | 2:34     |
| 21     | Revelation sur le Mont Sinai | 1:14     |
| 22     | Les Enfants d'abraham (Alt)  | 0:55     |
| 23     | Les Enfants d'abraham        | 1:01     |
| 24     | Astronic Computer            | 0:33     |

## Uso de sus canciones
La canción La Bas fue usada en un capítulo de Bob Esponja llamado "Dream Hoppers". La canción The Old Bell Ringer fue usada en los créditos finales del programa Hoshi no ko Poron. La canción Boys and Girls fue usada como el cierre del programa The Mighty B! de Nickelodeon y en el caso de Hoshi no ko Poron fue usada como la intro. La canción Funny Blues fue usada en el episodio "The Night Patty" de la serie Bob Esponja. La canción Washing Machine fue usada en un capítulo de Bob Esponja llamado "In Randomland". También fue usada en el capítulo "Dream Hoppers" de la misma serie.